# Pediocharis
Pediocharis is een geslacht van vliesvleugeligen uit de familie Eulophidae. De wetenschappelijke naam van dit geslacht is voor het eerst geldig gepubliceerd in 1988 door Boucek.

## Soorten
Het geslacht Pediocharis omvat de volgende soorten:
- Pediocharis albipes Boucek, 1988
- Pediocharis malaris Boucek, 1988